# Hydroxyacylglutathion hydrolase
L'hydroxyacylglutathion hydrolase, ou glyoxalase II, est une hydrolase qui catalyse la réaction :
S-(2-hydroxyacyl)glutathion + H2O  {\displaystyle \rightleftharpoons }  glutathion + un 2-hydroxycarboxylate.
Cette enzyme fait partie du système glyoxalase où elle intervient après la lactoylglutathion lyase, ou glyoxalase I, pour détoxiquer le méthylglyoxal, un sous-produit du métabolisme cellulaire très réactif susceptible d'endommager les protéines et les acides nucléiques de la cellule. L'action combinée de ces deux enzymes transforme le méthylglyoxal d'abord en (R)-S-lactoylglutathion, puis en D-lactate.